# Fridrich Ferdinand Rakouský
Fridrich Ferdinand Leopold Rakousko-Těšínský německy: Friedrich Ferdinand Leopold von Habsburg-Lothringen; (14. května 1821, Vídeň – 5. října 1847, Benátky) byl rakouský arcivévoda pocházející z těšínské neboli vojevůdcovské linie Habsbursko-Lotrinské dynastie. Sloužil u rakouského válečného námořnictva a v letech 1844–1847 byl jeho vrchním velitelem v hodnosti viceadmirála.

## Původ
Byl třetím synem těšínského knížete arcivévody Karla Ludvíka a princezny Jindřišky Nasavsko-Weilburské.

## Námořní kariéra

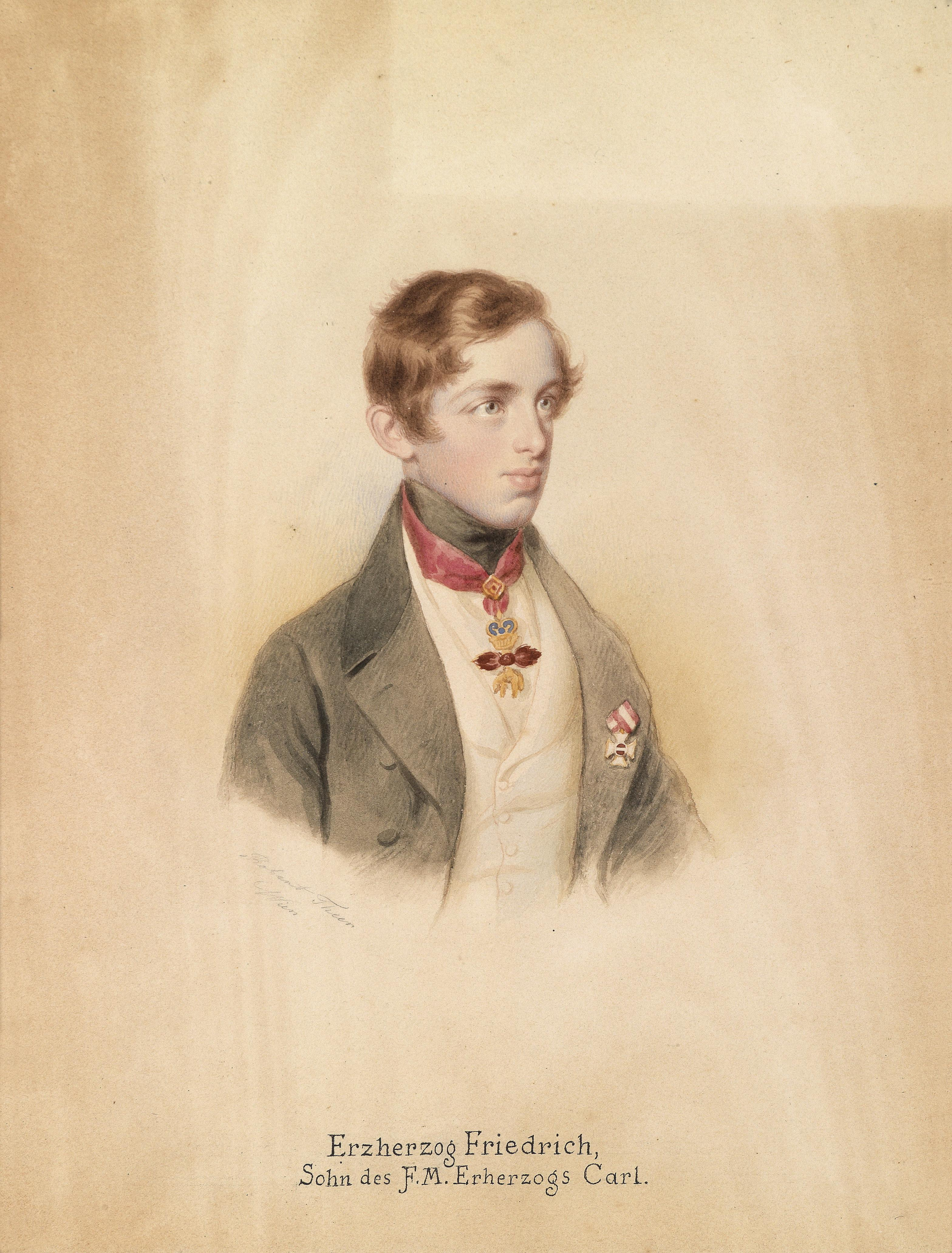
Arcivévoda Fridrich Ferdinand s dekorací Řádu zlatého rouna

Studoval soukromě, k jeho pedagogům patřil mimo jiné pozdější ministr financí Andreas von Baumgartner, v technických a vojenských oborech jej vzdělávali pozdější generálové Josef von Gallina a Franz von Hauslab. Kromě němčiny ovládal perfektně francouzštinu a italštinu, dobře mluvil také anglicky. V roce 1833 se stal poručíkem u 6. husarského pluku. Vzápětí za svou životní kariéru zvolil službu u námořnictva, což bylo u habsburského rodu neobvyklé. K námořnictvu vstoupil ve čtrnácti letech (1835) v hodnosti plukovníka a ještě téhož roku získal hodnost kapitána řadové lodi. Sloužil na korvetě SMS Carolina (1837) a tentýž rok na fregatě SMS Medea absolvoval cestu do Neapole. Jako velitel fregaty SMS Guerriera absolvoval v letech 1838–1839 cestu po Středomoří, navštívil Livorno, Toulon, Gibraltar, Alžír a Korfu. V roce 1839 byl velitelem námořní divize v Jaderském moři a znovu cestoval do Řecka. 
Jako námořní vojevůdce se vyznamenal v letech 1840–1841 během mezinárodního zákroku proti egyptskému místokráli Muhammadovi Alímu (druhá turecko-egyptská válka). Proslavil se při obléhání Saidy dobytím pevnosti (1841). Odtud pokračoval do Sýrie a Palestiny, kde jako rakouská námořní posila v britsko-turecké válce dobyl pevnost Saint-Jean d'Acre,
Od roku 1841 byl velitelem námořní základny v Benátkách a o rok později na fregatě SMS Bellona navštívil Anglii. V roce 1843 byl jmenován velitelem jednotek námořní pěchoty s hodností kontradmirála (17. února 1843). Nakonec se v hodnosti viceadmirála (respektive polního podmaršála) stal vrchním velitelem námořnictva (21. srpna 1844). Ve své nové funkci se s chutí pustil do práce. Snažil se zlomit monopol benátských dodavatelů a správní úřad pro námořnictvo podrobil tvrdé kontrole. Nechal postavit sklady pro uložení výstroje lodí mimo službu, zavedl pravidelnou námořní výuku a pro žáky pátého ročníku námořní akademie přímou službu na lodích. Též vydělil dělostřelectvo jako samostatnou složku. Námořnictvo v té době patřilo k okrajovým složkám ozbrojených sil Rakouského císařství, v osobě arcivévody Fridricha ale získalo významného a vlivného patrona, který dokázal získat pro budování lodí značné finanční prostředky. Na tradici podpory námořnictva z řad císařské rodiny navázali později arcivévodové Ferdinand Maxmilián a František Ferdinand d'Este. 
I ve funkci vrchního velitele námořnictva byl nadále na cestách, znovu navštívil Neapol nebo Istanbul, plavil se i v Atlantiku. V roce 1845 doprovázel svého staršího bratra arcivévodu Albrechta na cestě po německých zemích, do Belgie, Nizozemí a Spojeného království s audiencí u královny Viktorie. Na přelomu srpna a září 1846 organizoval manévry rakouského námořnictva u ostrova Vis.
Zemřel na žloutenku 5. října 1847 v Benátkách a jeho tělo spočinulo v kostele San Giovanni in Bragora.

## Tituly a vyznamenání
Od narození užíval titul arcivévody s nárokem na oslovení Jeho císařská a královská Výsost (Seine Kaiserliche und Königliche Hoheit). Jako příslušník vládnoucí dynastie obdržel v roce 1838 automaticky Řád zlatého rouna a za účast v tažení proti Sýrii získal v roce 1840 rytířský kříž Řádu Marie Terezie. Kromě toho byl nositelem několika zahraničních vyznamenání. Od roku 1835 byl čestným majitelem pěšího pluku č. 16 dislokovaného v Trevisu. 

### Rakousko
- Řád zlatého rouna (1838)
- rytíř Vojenského řádu Marie Terezie (1840)

### Zahraničí
- Řád sv. Jiří IV. třídy (1840, Rusko)
- Pour le Mérite (1840, Prusko)
- rytířský kříž Řádu svatého Ondřeje (1841, Rusko)
- Řád slávy s brilianty (1841, Osmanská říše)
- velkokříž Řádu lázně (1843, Spojené království)
- velkokříž Řádu věže a meče (1844, Portugalsko)
- rytíř Řádu černé orlice (1843, Prusko)
- rytíř Řádu sv. Huberta (1843, Bavorsko)
- velkokříž Řádu nizozemského lva (1845, Nizozemsko)
- velkokříž Ludvíkova řádu (1845, Hesensko)
- velkokříž Řádu sv. Ferdinanda (1846, Království obojí Sicílie)
- velkokříž Řádu svatého Řehoře Velikého (1847, Papežský stát)
- rytířský kříž Řádu svatého Alexandra Něvského (1847, Rusko)
- Řád svaté Anny I. třídy (1847, Rusko)
- Řád bílého orla (1847, Rusko)

## Vývod z předků
|                                        |                                    |  |                                  |                                             |  |  |  |  |  |  |  | Leopold Josef Lotrinský |
|                                        |                                    |  |                                  |                                             |  |  |  |  |  |  |  |                         |
|                                        | František I. Štěpán Lotrinský      |  |                                  |                                             |  |  |  |  |  |  |  |                         |
|                                        |                                    |  |                                  |                                             |  |  |  |  |  |  |  |                         |
|                                        |                                    |  |                                  | Alžběta Charlotta Orléanská                 |  |  |  |  |  |  |  |                         |
|                                        |                                    |  |                                  |                                             |  |  |  |  |  |  |  |                         |
|                                        | Leopold II.                        |  |                                  |                                             |  |  |  |  |  |  |  |                         |
|                                        |                                    |  |                                  |                                             |  |  |  |  |  |  |  |                         |
|                                        |                                    |  |                                  | Karel VI.                                   |  |  |  |  |  |  |  |                         |
|                                        |                                    |  |                                  |                                             |  |  |  |  |  |  |  |                         |
|                                        | Marie Terezie                      |  |                                  |                                             |  |  |  |  |  |  |  |                         |
|                                        |                                    |  |                                  |                                             |  |  |  |  |  |  |  |                         |
|                                        |                                    |  |                                  | Alžběta Kristýna Brunšvicko-Wolfenbüttelská |  |  |  |  |  |  |  |                         |
|                                        |                                    |  |                                  |                                             |  |  |  |  |  |  |  |                         |
|                                        | Karel Ludvík Rakousko-Těšínský     |  |                                  |                                             |  |  |  |  |  |  |  |                         |
|                                        |                                    |  |                                  |                                             |  |  |  |  |  |  |  |                         |
|                                        |                                    |  |                                  | Filip V. Španělský                          |  |  |  |  |  |  |  |                         |
|                                        |                                    |  |                                  |                                             |  |  |  |  |  |  |  |                         |
|                                        | Karel III. Španělský               |  |                                  |                                             |  |  |  |  |  |  |  |                         |
|                                        |                                    |  |                                  |                                             |  |  |  |  |  |  |  |                         |
|                                        |                                    |  |                                  | Isabela Farnese                             |  |  |  |  |  |  |  |                         |
|                                        |                                    |  |                                  |                                             |  |  |  |  |  |  |  |                         |
|                                        | Marie Ludovika Španělská           |  |                                  |                                             |  |  |  |  |  |  |  |                         |
|                                        |                                    |  |                                  |                                             |  |  |  |  |  |  |  |                         |
|                                        |                                    |  |                                  | August III. Polský                          |  |  |  |  |  |  |  |                         |
|                                        |                                    |  |                                  |                                             |  |  |  |  |  |  |  |                         |
|                                        | Marie Amálie Saská                 |  |                                  |                                             |  |  |  |  |  |  |  |                         |
|                                        |                                    |  |                                  |                                             |  |  |  |  |  |  |  |                         |
|                                        |                                    |  |                                  | Marie Josefa Habsburská                     |  |  |  |  |  |  |  |                         |
|                                        |                                    |  |                                  |                                             |  |  |  |  |  |  |  |                         |
| 'Fridrich Ferdinand Rakousko-Těšínský' |                                    |  |                                  |                                             |  |  |  |  |  |  |  |                         |
|                                        |                                    |  |                                  |                                             |  |  |  |  |  |  |  |                         |
|                                        |                                    |  | Karel August Nasavsko-Weilburský |                                             |  |  |  |  |  |  |  |                         |
|                                        |                                    |  |                                  |                                             |  |  |  |  |  |  |  |                         |
|                                        | Karel Kristián Nasavsko-Weilburský |  |                                  |                                             |  |  |  |  |  |  |  |                         |
|                                        |                                    |  |                                  |                                             |  |  |  |  |  |  |  |                         |
|                                        |                                    |  |                                  | Augusta Frederika Nasavsko-Idsteinská       |  |  |  |  |  |  |  |                         |
|                                        |                                    |  |                                  |                                             |  |  |  |  |  |  |  |                         |
|                                        | Bedřich Vilém Nasavsko-Weilburský  |  |                                  |                                             |  |  |  |  |  |  |  |                         |
|                                        |                                    |  |                                  |                                             |  |  |  |  |  |  |  |                         |
|                                        |                                    |  |                                  | Vilém IV. Oranžský                          |  |  |  |  |  |  |  |                         |
|                                        |                                    |  |                                  |                                             |  |  |  |  |  |  |  |                         |
|                                        | Karolína Oranžsko-Nasavská         |  |                                  |                                             |  |  |  |  |  |  |  |                         |
|                                        |                                    |  |                                  |                                             |  |  |  |  |  |  |  |                         |
|                                        |                                    |  |                                  | Anna Hannoverská                            |  |  |  |  |  |  |  |                         |
|                                        |                                    |  |                                  |                                             |  |  |  |  |  |  |  |                         |
|                                        | Jindřiška Nasavsko-Weilburská      |  |                                  |                                             |  |  |  |  |  |  |  |                         |
|                                        |                                    |  |                                  |                                             |  |  |  |  |  |  |  |                         |
|                                        |                                    |  |                                  | Vilém Ludvík z Kirchbergu                   |  |  |  |  |  |  |  |                         |
|                                        |                                    |  |                                  |                                             |  |  |  |  |  |  |  |                         |
|                                        | Vilém Jiří z Kirchbergu            |  |                                  |                                             |  |  |  |  |  |  |  |                         |
|                                        |                                    |  |                                  |                                             |  |  |  |  |  |  |  |                         |
|                                        |                                    |  |                                  | Luisa ze Salm-Dhaunu                        |  |  |  |  |  |  |  |                         |
|                                        |                                    |  |                                  |                                             |  |  |  |  |  |  |  |                         |
|                                        | Luisa Isabela z Kirchbergu         |  |                                  |                                             |  |  |  |  |  |  |  |                         |
|                                        |                                    |  |                                  |                                             |  |  |  |  |  |  |  |                         |
|                                        |                                    |  |                                  | Jindřich XI. Reuss Greiz                    |  |  |  |  |  |  |  |                         |
|                                        |                                    |  |                                  |                                             |  |  |  |  |  |  |  |                         |
|                                        | Isabella Augusta Reuss-Greiz       |  |                                  |                                             |  |  |  |  |  |  |  |                         |
|                                        |                                    |  |                                  |                                             |  |  |  |  |  |  |  |                         |
|                                        |                                    |  |                                  | Konradina Reuss Kestřic                     |  |  |  |  |  |  |  |                         |
|                                        |                                    |  |                                  |                                             |  |  |  |  |  |  |  |                         |